# Santuari del Miracle
El santuari del Miracle és un centre religiós dedicat a la Mare de Déu del Miracle, situat a la banda de ponent del municipi de Riner, al Solsonès. El conjunt està format per una església, una capella i un monestir benedictí depenent de Montserrat. A més, hi ha diversos llocs d'acollida: cel·les, Casa d'Espiritualitat i serveis turístics, inclòs un centre d'interpretació del Barroc.
Són de remarcar els dos retaules que conté: un del segle xvi d'estil gòtic-renaixentista atribuït a Pere Nunyes; i el magnífic Retaule barroc del Miracle, del segle xviii, obra de l'escultor Carles Morató (talla, 1747-58) i del pintor Antoni Bordons (daurat i pintura, 1760-74).
El conjunt va ser declarat Bé Cultural d'Interès Nacional el 22 d'abril de 2008.

## El miracle
L'origen del santuari cal buscar-lo en l'aparició de la Mare de Déu a dos nens pastors, Celdoni i Jaumet, de la masia la Cirosa que s'aixeca a poc més de cinc-cents metres al nord de l'església del Miracle.
Segons consta als documents del procés canònic instruït pocs dies després d'aquests esdeveniments, l'any 1458 Catalunya estava afectada per una epidèmia de pesta bubònica. El dijous, 3 d'agost d'aquell any, cap al tard, la mestressa de la Cirosa, de nom Constança, es trobava guardant el ramat en un prat conegut com el prat de Bassadòria acompanyada de dos fills seus, el Celdoni i el Jaumet. Quan el més gran dels dos germans, el Celdoni, va anar a girar les mules que també pasturaven vora el prat, va tenir un gran ensurt quan es va trobar «davant una cosa semblant a un bell infant, la qual estava aguinollada ab les mans juntes envers lo cel, ab una bella creu que tenia en les mans, ab nostre Senyor que era crucificat». Vestia «una manteta vermella fort gallarda que li tocava en terra, així com estava aguinollada, tot entorn d'ella.»
El nen, en veure aquella aparició, va fugir espantat «tanta fou la por que se meté en ell que tot el món li semblaven barranchs». L'aparició li va parlar però el nen, en la seva fugida, tan sols va entendre que deia O fill fes-te ençà, e digues al poble...setmanes. A l'arribar al costat de la seva mare, en veure'l aquesta tan trasbalsat, va començar a interrogar-lo. Assabentada del que li havia passat, la mare va voler comprovar-ho i es va acostar al lloc, però una por irracional li ho va impedir i es va limitar a aguaitar el lloc des d'un tros lluny sense que copsés res estrany.
Una estona després en Jaumet va anar a recollir el ramat i en anar a arreplegar una ovella que s'havia esgarriat es va trobar davant d'una petita nena. El Jaumet va coincidir en descriure-la amb els mateixos trets que havia aportat el seu germà tot afegint-hi, però, que tenia els cabells llargs i rossos, que estava agenollada vora d'un ginebró i que portava una bonica creu a l'espatlla «semblant a una que'n ha en lo altar de Sant Sebastià de Riner». També va afegir que la nena li havia parlat tot dient-li: «Digues al poble que fasse processons, e que les fassen devociosament, e que's confessen e que's convertesquen e que tornen a la part de Déu, e que si'u fan, Déu los ho revelarà. Digue-los que si no'u volen creure, mon fill los ho farà creure» per acabar amb aquestes paraules: «No'y ha infant de quatre anys avant que no trossege lo meu fill». Dit això, la nena es va aixecar, li va posar la creu a la mà esquerra i li va besar la mà dreta. Al cap d'uns instants, va recuperar la creu, se la va tornar a carregar al coll, ben alta, i va desaparèixer, amb les mans juntes, per entre unes roques de la Bassedòria que hi havia al costat de l'alzinera Dòria, talment tingués la via de Torredenegó.
Quatre dies després el Jaumet va arreplegar la pesta. L'endemà, en Pere Ots, metge de Sant Just d'Ardèvol que passava pel pla de Vilaseca de tornada cap a casa seva després de visitar un empestat a la masia de Fornells, de sobte es va quedar clavat, collat per una força invisible vora «d'un gran ginebrar que'y ha prop lo camí general que va dels Estanys a Cardona». Després de persignar-se i asseures vora del camí, va sentir una veu que li va dir: «Per què no vas a la Cirosa per un infant que'y ha malalt, e recitar t'ha les paraules que l'a dita la Verge Maria?». Després d'intentar diverses vegades de continuar el seu camí sense aconseguir-ho, va decidir acostar-se a la Cirosa. Allà, efectivament, va trobar-hi el Jaumet malalt i va escoltar la seva explicació de l'aparició. Dos dies després, en Jaumet moria a l'edat de deu anys.
Aquesta és la versió oficial i, per tant, la més difosa d'uns fets prou extraordinaris com per a justificar l'erecció del Santuari del Miracle. Hi ha, però, una segona versió, molt menys coneguda i publicada pel folklorista Joan Amades segons la qual un dia de gran tempesta, un pastor es va refugiar en una balma excavada sota una gran roca. El pastor es va quedar adormit i, en despertar-se, va veure que l'aigua de la intensa pluja havia descalçat aquella gran pedra que, sens dubte, l'hauria ben esclafat mentre dormia si no hagués estat perquè la Mare de Déu s'havia estat palplantada a l'entrada de la balma sostenint-la únicament amb la força dels seus braços fins que el pastor s'havia despertat.

## Relació dels elements del santuari

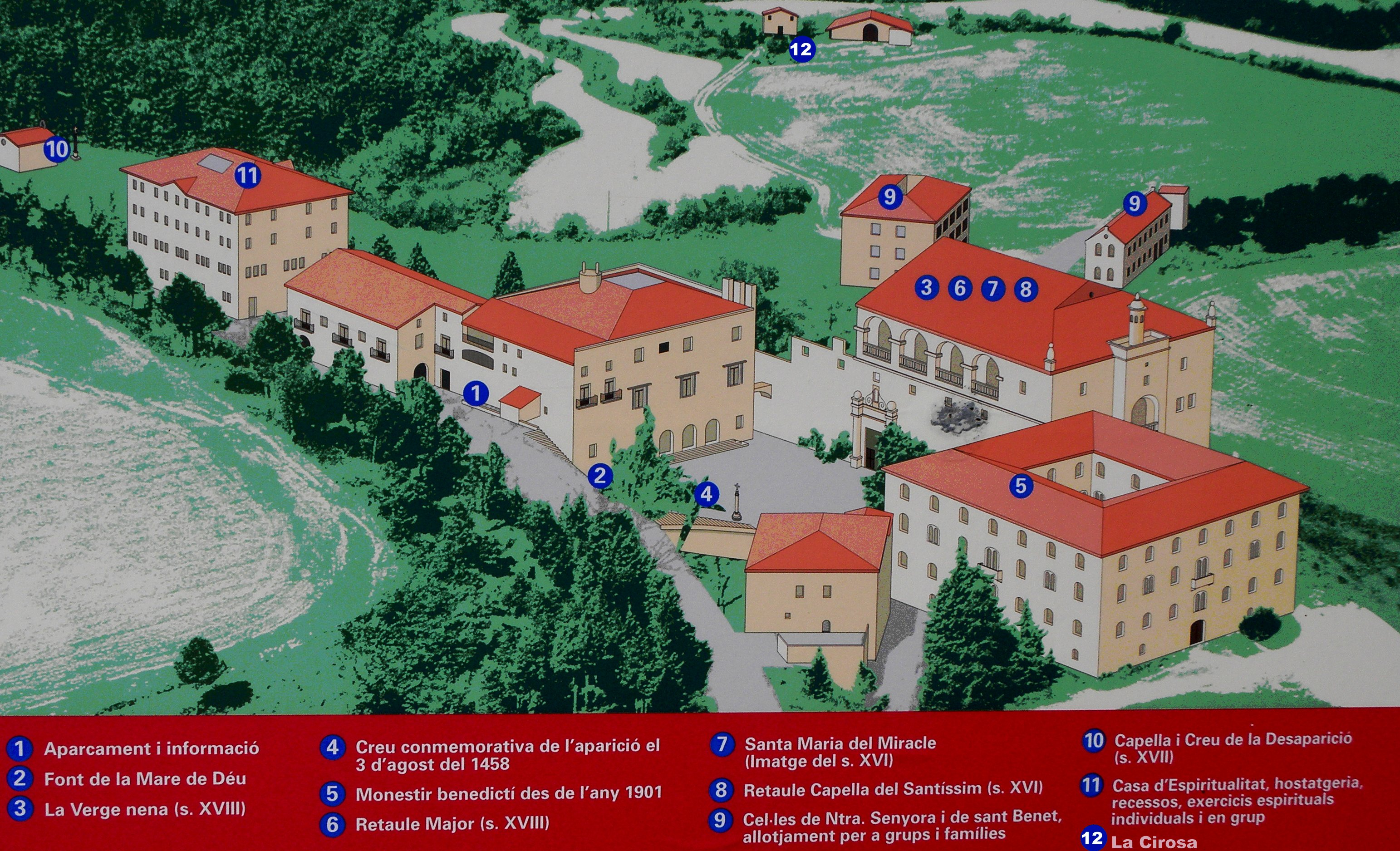
Croquis de les edificacions d'El Miracle

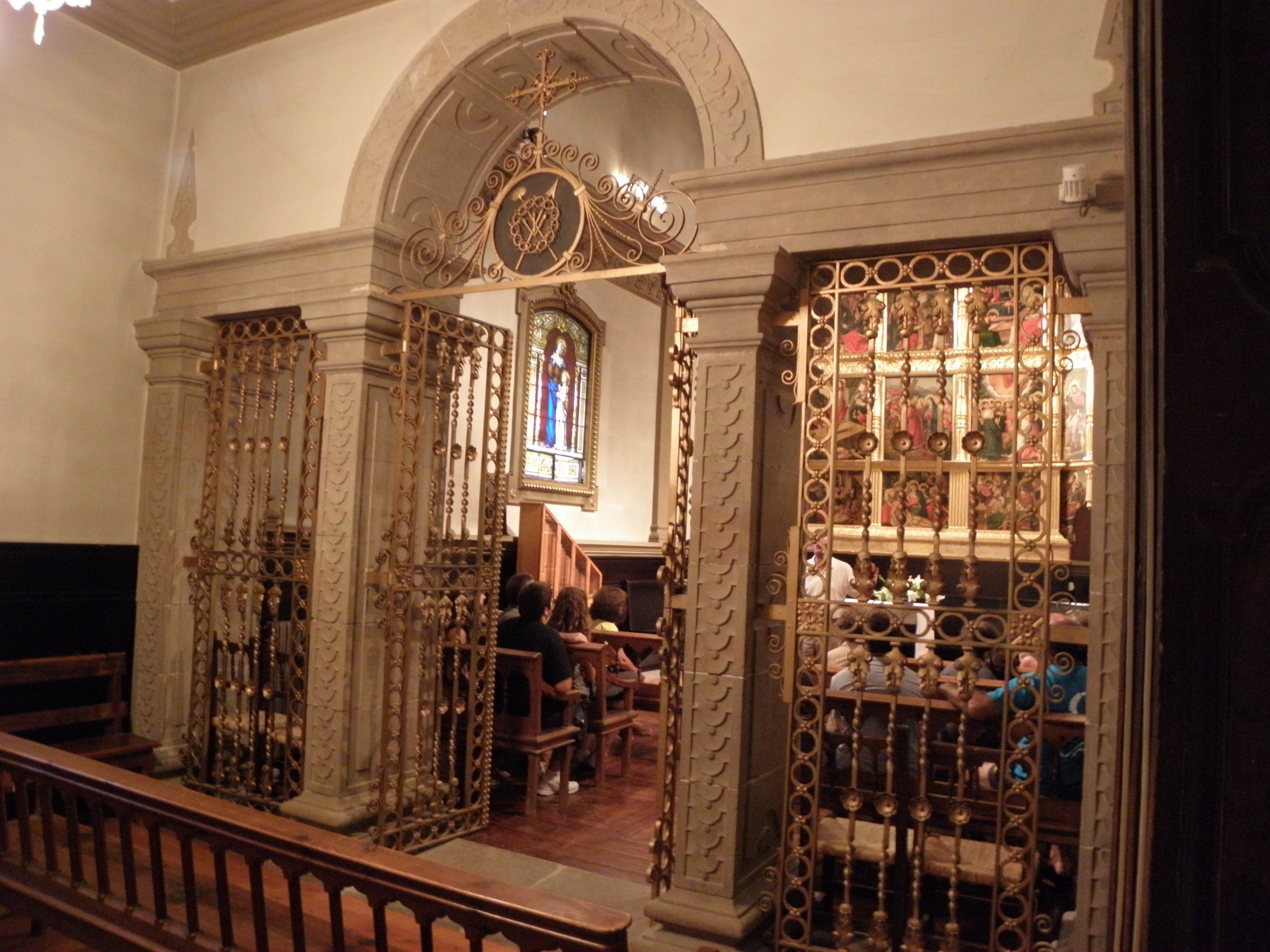
La capella del Santíssim

### L'església
L'església del Miracle, on es venera la Mare de Déu del Miracle, és un centre de pelegrinatge i devoció mariana des de la seva aparició l'any 1458. Hi ha molts goigs, cants i oracions a aquesta advocació mariana, a qui s'invoca en cas de necessitat d'aigua i de protecció dels conreus. L'actual església és la tercera que es va construir. Es va començar el 1652 i resta inacabada amb alguns vestigis de la segona església, d'estil gòtic. S'hi pot admirar: la imatge primitiva de la Mare de Déu, d'estil gòtic del segle xv; el retaule gòtic-renaixentista de la capella del Santíssim del segle xvi; el retaule barroc presidint l'església, del segle xviii; l'altar de pedra, del segle xviii; i l'orgue, de finals del segle xvi amb una restauració general i reincorporació dels tubs (arrabassats per les tropes napoleòniques a la Guerra del Francès) feta l'any 1992 per l'orguener Gerhard Grenzing.

### El monestir benedictí

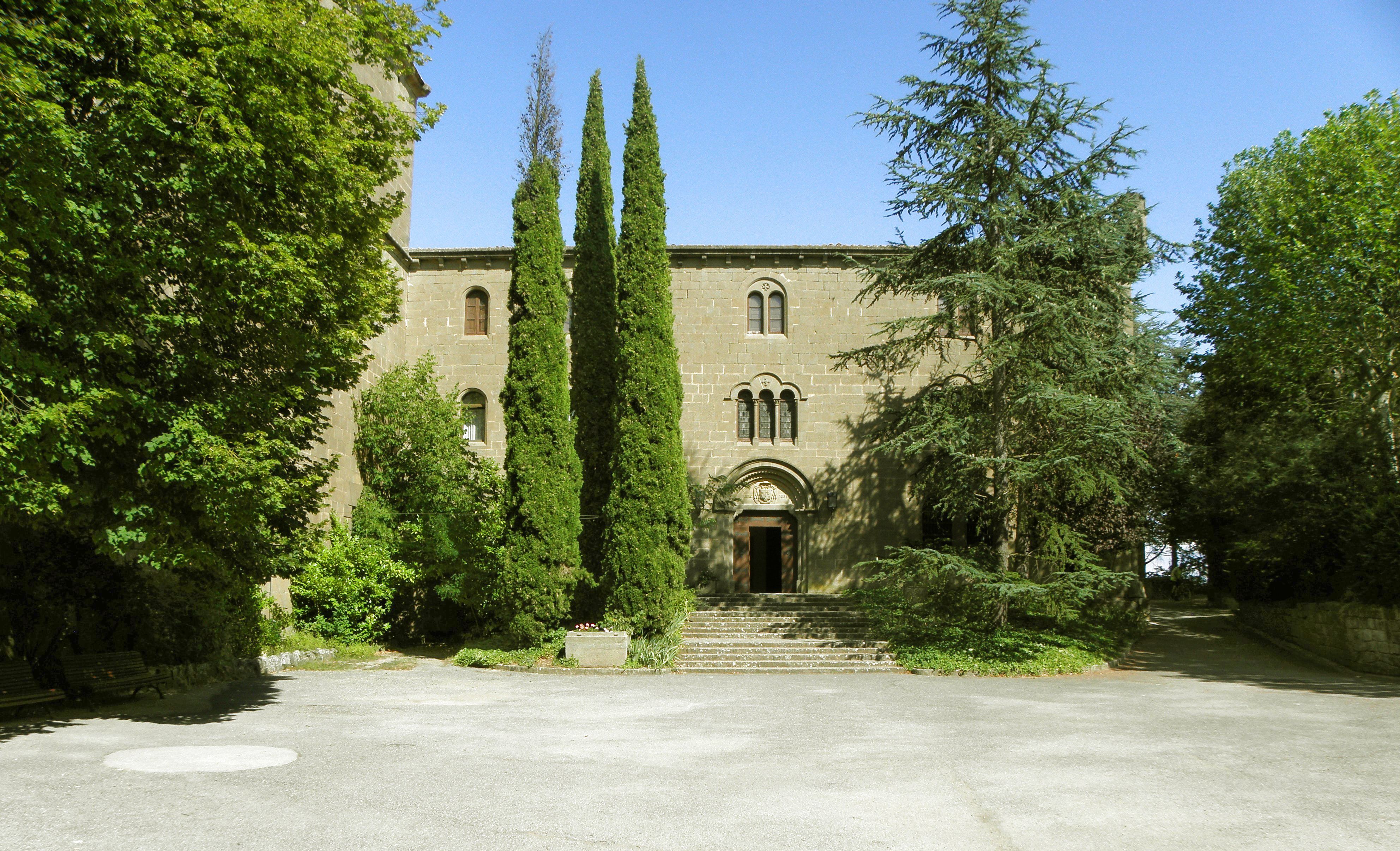
La façana de ponent del monestir

El monestir benedictí, de l'any 1899, acull una comunitat depenent del monestir de Montserrat. Té cura del santuari, de la litúrgia i de les necessitats pastorals de la Casa d'Espiritualitat.

### La Casa Gran
La La Casa Gran: un magnífic i poc habitual edifici del gòtic civil tardà de l'any 1532, construït originàriament com alberg de pelegrins i que successives reformes han donat com a resultat l'edifici actual.

### La capella de la Desaparició
La capella de la Desaparició és una capelleta que s'aixeca on tradicionalment s'ha emplaçat el lloc on el Jaumet de la Cirosa va veure desaparèixer la Verge Nena.

### Les cases d'acollida
Les cases d'acollida són la Casa d'Espiritualitat, oberta l'any 1981 (amb anterioritat havia estat l'Hotel del Santuari), que és una residència que disposa de quaranta habitacions, quatre sales de conferències i d'una capella. Organitza convivències, trobades i exercicis espirituals.
Les cel·les de Sant Benet i de Nostra Senyora dos edificis amb apartaments a disposició de famílies, comunitats o grups. Cada cel·la o apartament té tres habitacions dobles, bany i cuina-menjador.
Hi ha un tercer edifici amb cel·les que s'havia fet servir fins no fa gaires anys: les cel·les de Sant Antoni. Es troba a l'extrem de llevant del recinte, a tocar del monestir, però actualment no es fan servir excepte en comptades ocasions i a l'estiu a causa del fet que no compta amb l'equipament dels altres dos edificis.

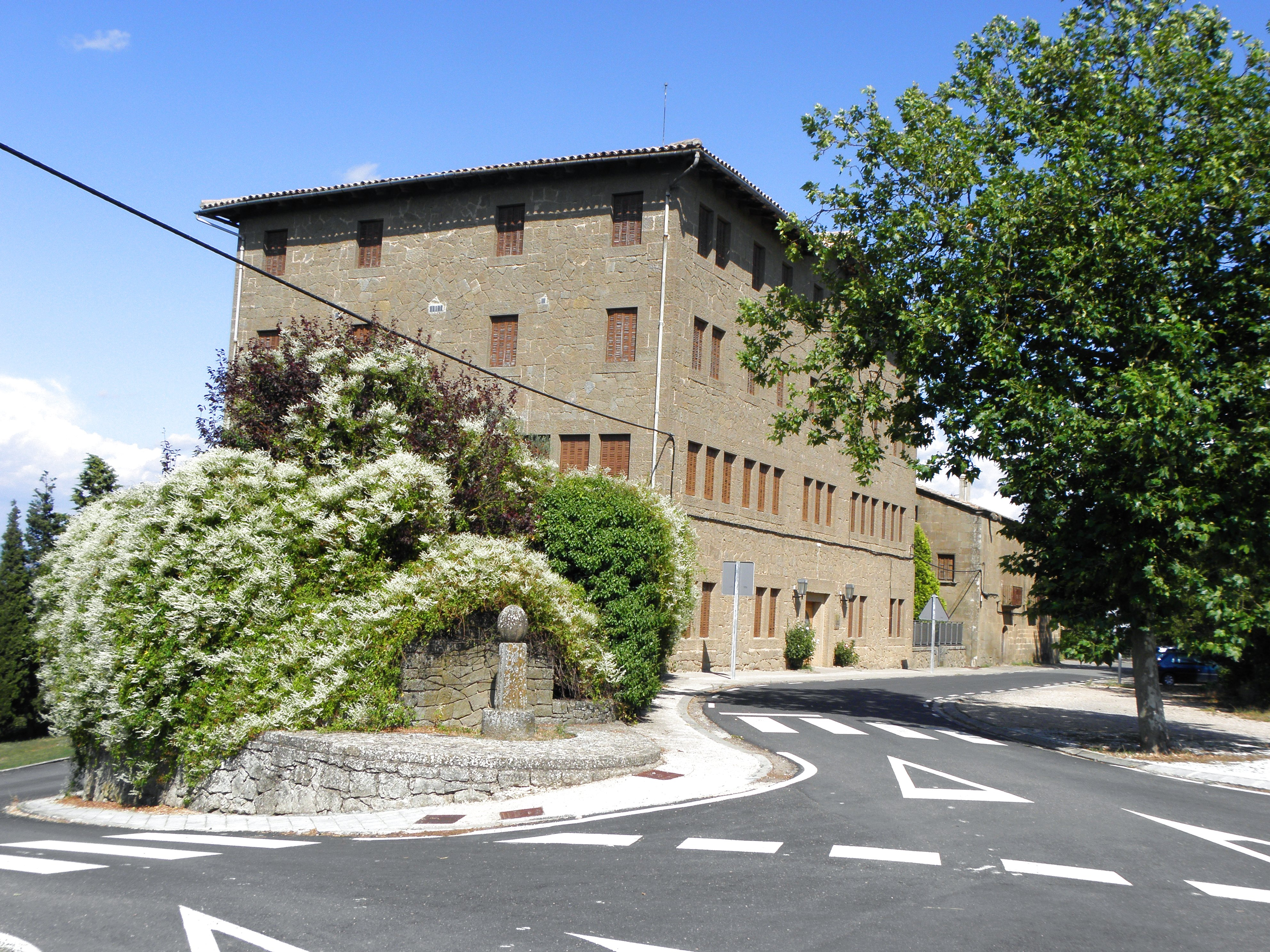
La façana principal (sud) i la de ponent de la Casa d'Espiritualitat

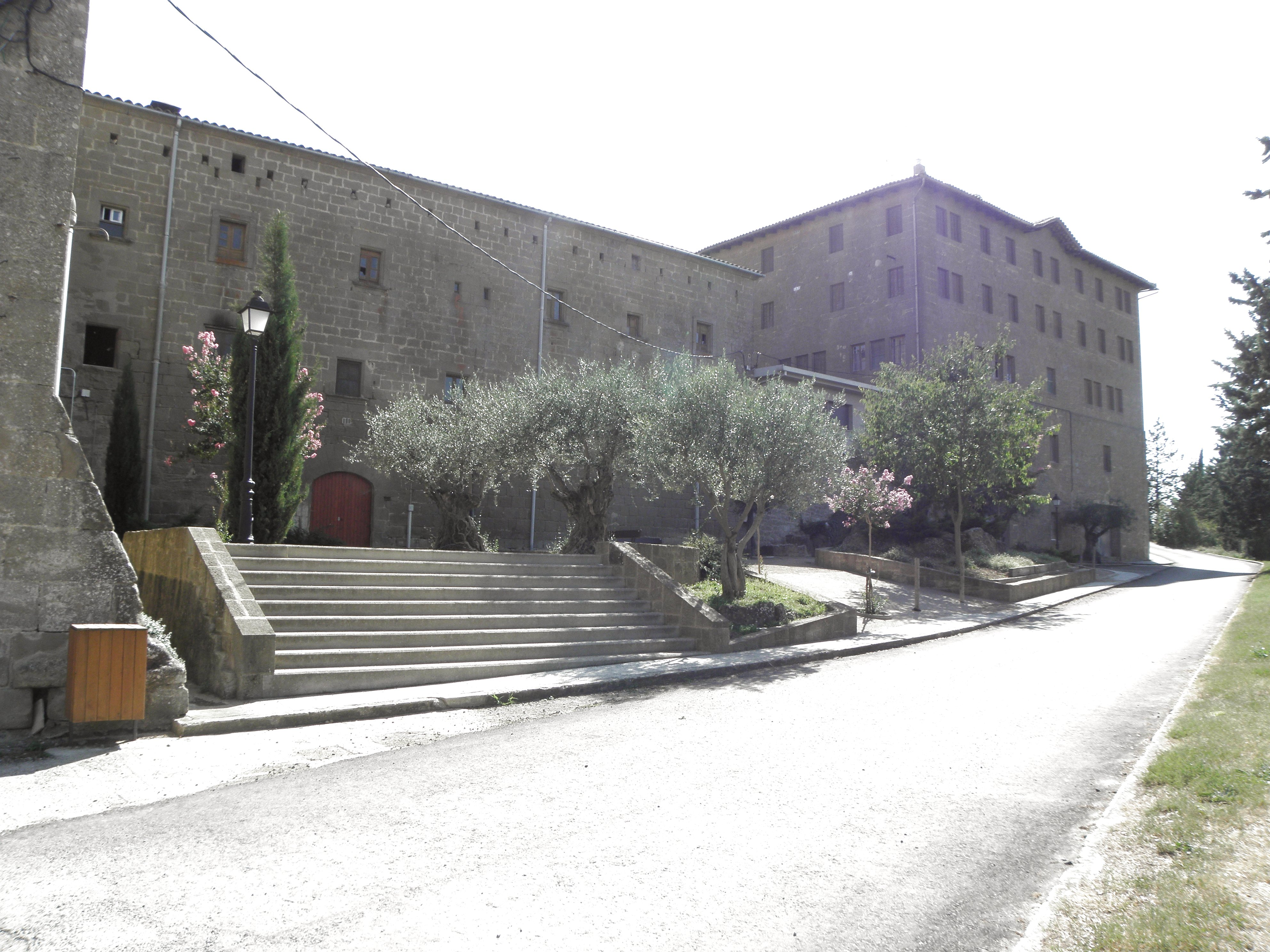
A la part dreta, la façana nord de la Casa d'Espiritualitat

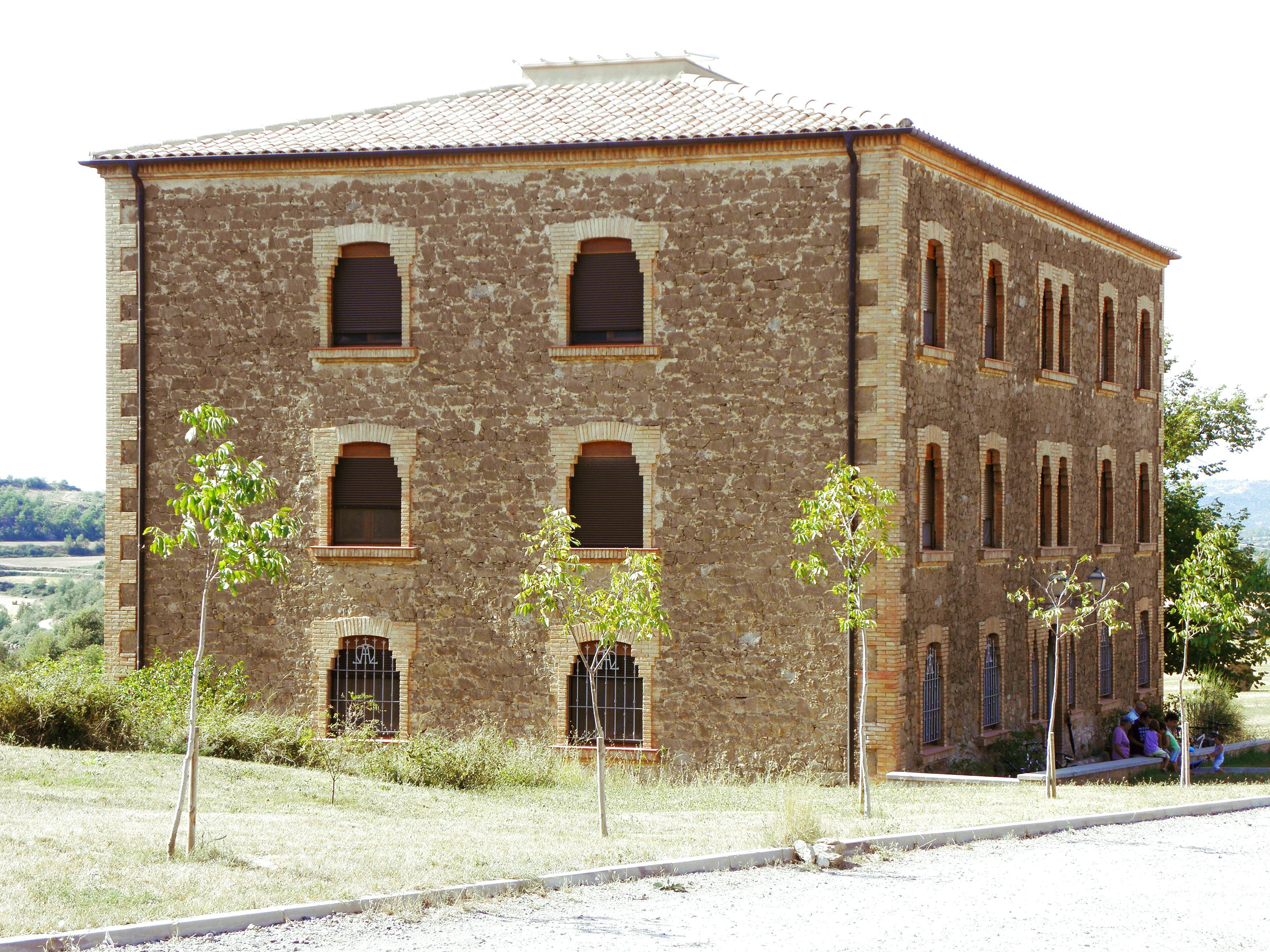
Les cel·les de Nostra Senyora

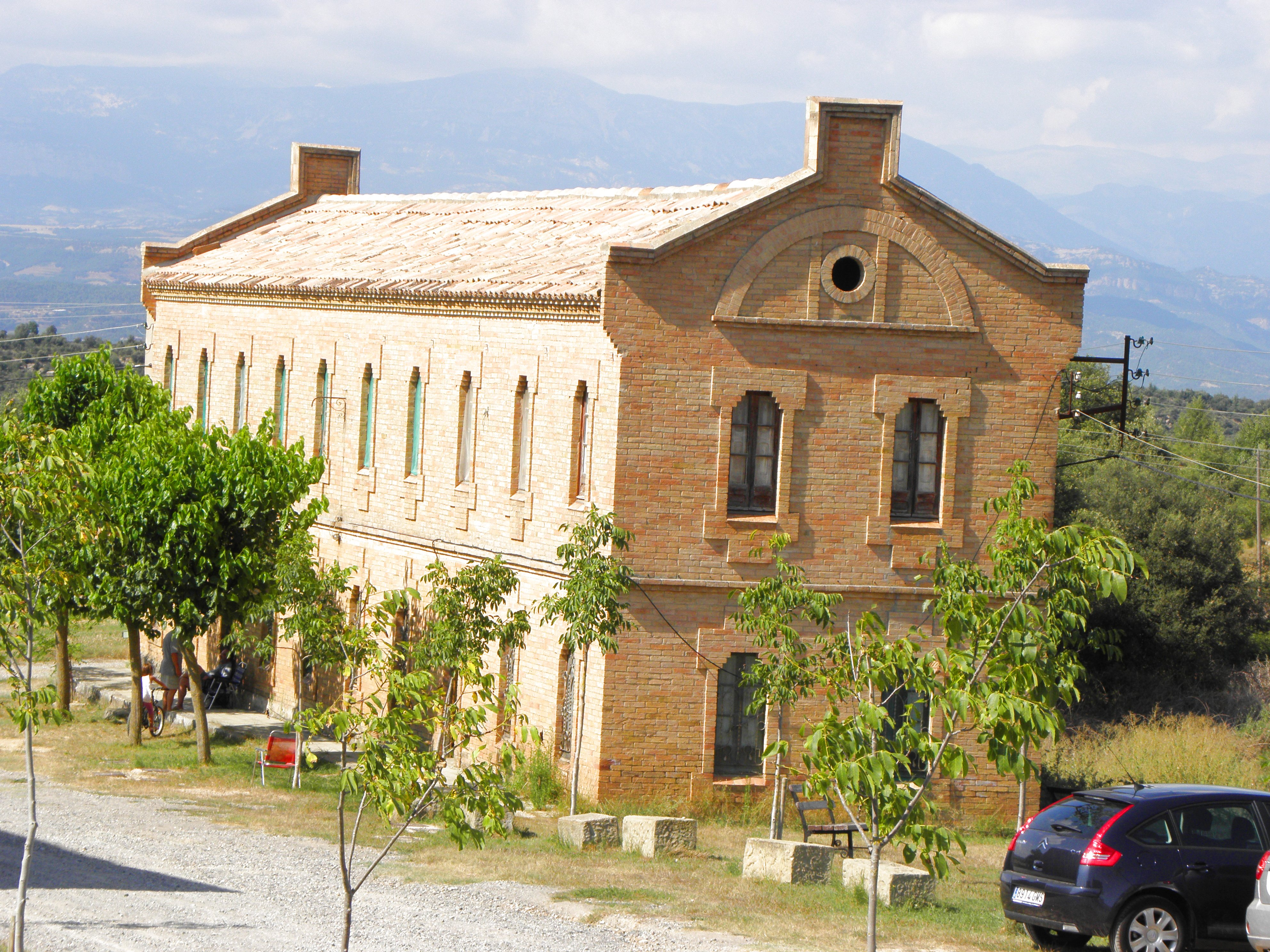
Les cel·les de Sant Benet

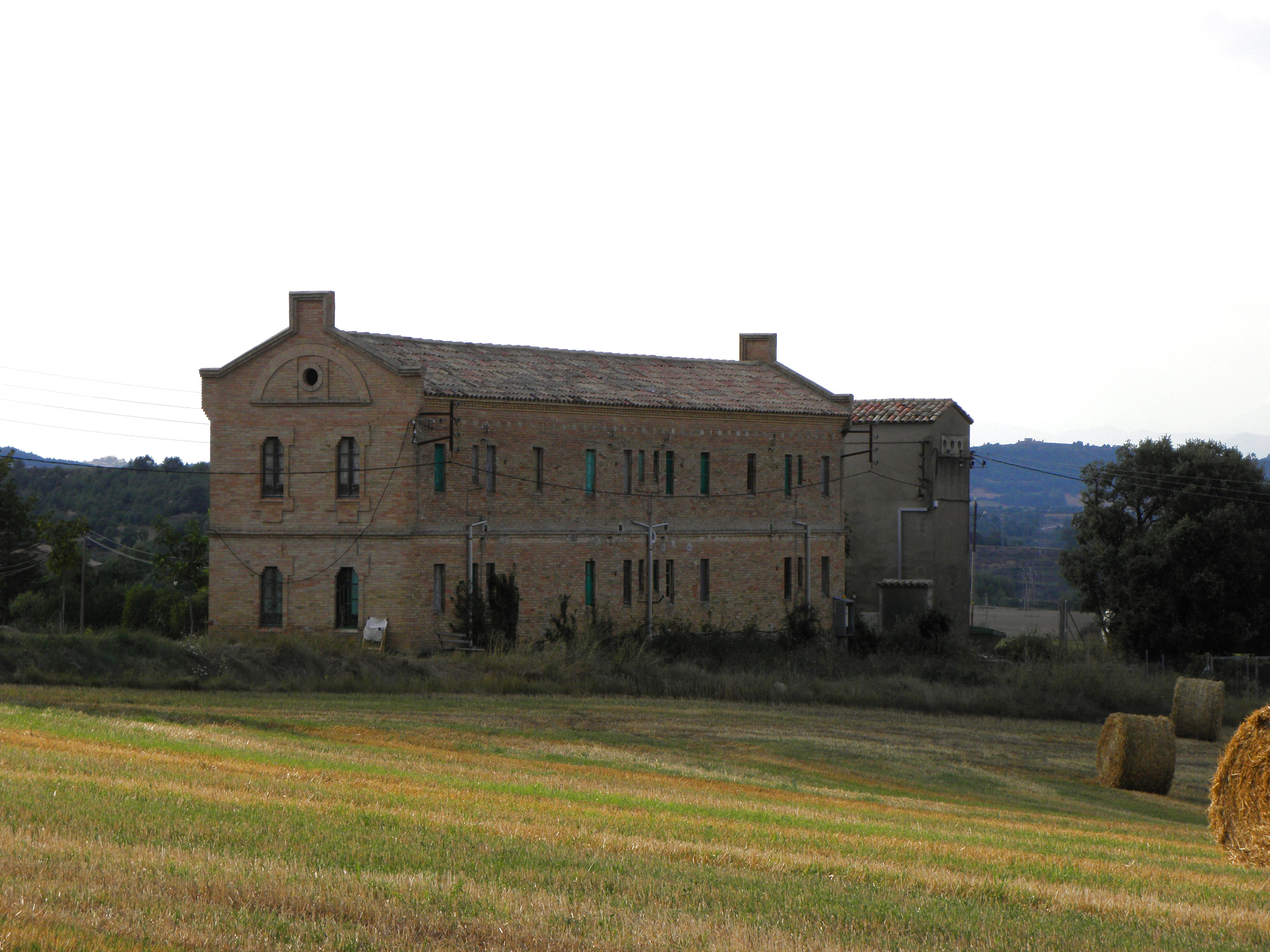
Les cel·les de Sant Benet des del sud-est

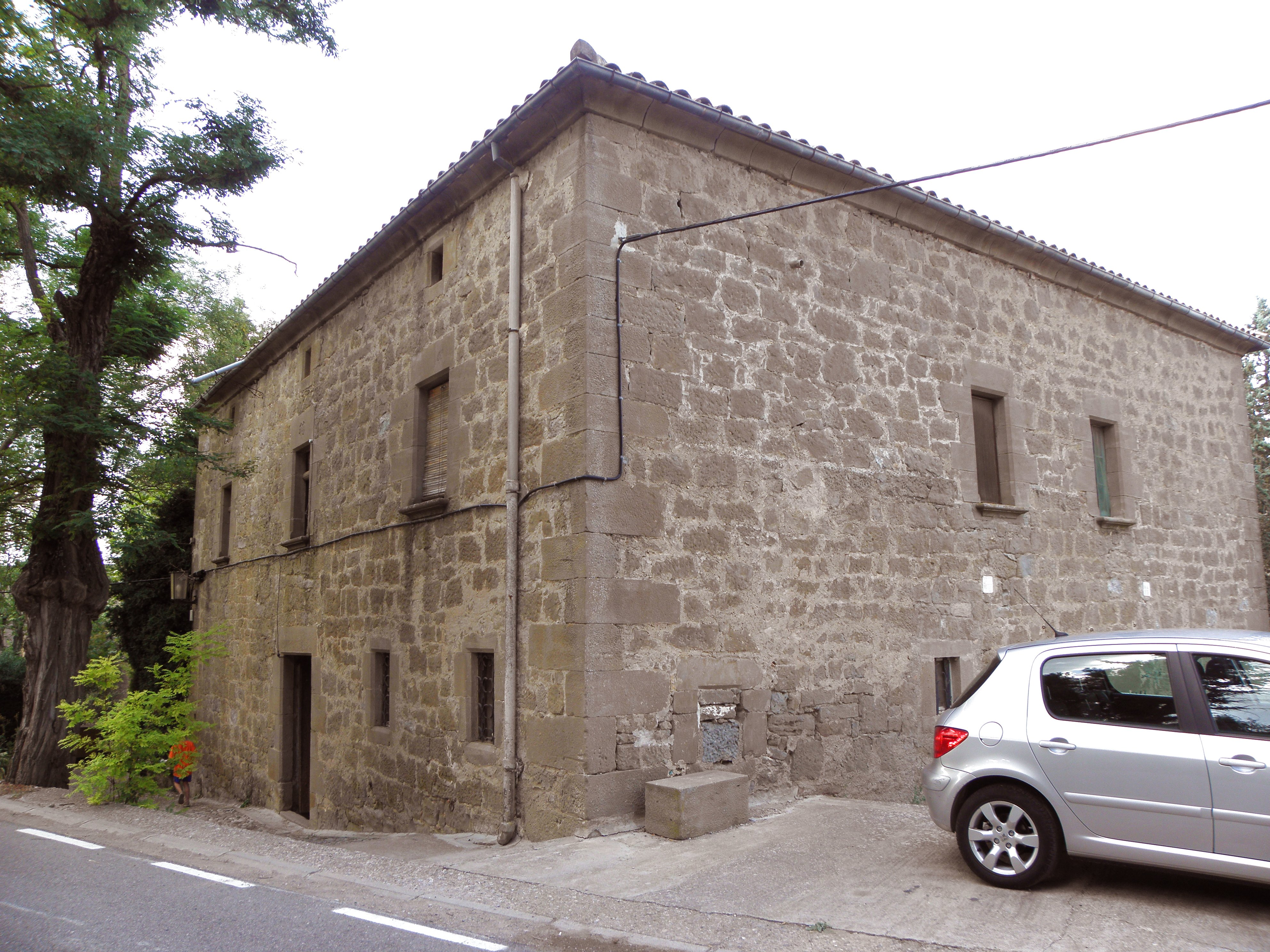
Les antigues cel·les de Sant Antoni

### La plaça del santuari
L'església, el monestir i la Casa Gran limiten la plaça del Santuari pel nord, est i oest respectivament. La plaça té unes dimensions d'uns 45 x 25 metres. Al costat sud està closa per un marge que baixa de la carretera sud en el qual hi ha la creu commemorativa de l'aparició de la Verge, la font de la Mare de Déu i una bassa.

#### La creu commemorativa
La creu commemorativa està emplaçada a la part central del peu del marge, a uns trenta metres l'església, en l'antic prat de Bassedòria, al lloc on hi havia els dos ginebrons on el Celdoni va veure la seva aparició. Com que, en estendre's la nova dels fets, aviat una munió de pelegrins va començar a visitar el lloc on s'havien produït, els dos ginebrons no van tardar a desaparèixer. En el seu lloc s'hi va aixecar una creu de pedra d'estil gòtic amb un magnífic capitell que avui es troba al Museu diocesà de Solsona adornat amb vuit estatuetes representant sant Martí, santa Elena, sant Pau, un àngel, sant Llorenç, santa Engràcia, sant Pere i un altre àngel. Aquesta creu va ser enderrocada durant la darrera guerra civil i va ser substituïda per la creu actual, la qual s'assenta sobre la base octogonal de la creu antiga que, en la cara que mira a l'església, hi té gravada la següent inscripció:
| « | RESTAURADA EN 1898 | » |

i en les dues cares que miren a la Casa Gran, aquesta altra:
| « | AQUÍ LA MARE DE DEU APAREGUE ALS PASTORETS DE LA CIROSA LO DIA 3 D'AGOST DE 1458. ADORABIMUS IN LOCO UBI STETERUNT PEDES EIUS | » |

Encastada al mur que delimita la plaça per la banda de migjorn, sota mateix de la creu, hi ha una placa de marbre que porta inscrita la primera part de les paraules dites per la Verge Nena al Jaumet.

#### La font de la Mare de Déu
La font de la Mare de Déu es troba a l'extrem de ponent de la plaça, davant de la cantonada sud-oriental de la Casa Gran, separada de la mateixa per un carreró amb escales que puja fins a la carretera. La font, d'aixeta metàl·lica de polsador, sorgeix d'un mur obrat amb carreus, sota una arcada cega de mig punt al costat de la qual hi un banc de pedra amb forma de L amb una taula, també de pedra, al davant. Va ser construïda per Manel Anglarill l'any 1719.

#### La bassa
La bassa darrere la creu commemorativa entre la mateixa i la carretera, està obrada en pedra i té una forma el·líptica.

#### Les Campanes
El santuari del Miracle no té torre. Les campanes estan instal·lades en un terrat sobre l'absis del temple.
Les quatre campanes estan dedicades a les 4 invocacions marianes de la comarca del Solsonès. Foren fabricades el 2003 per Albert Bachert, campaner alemany de la reconeguda nissaga campanera dels Bachert, establerta a principis del segle xviii i encara en actiu, amb les següents característiques:

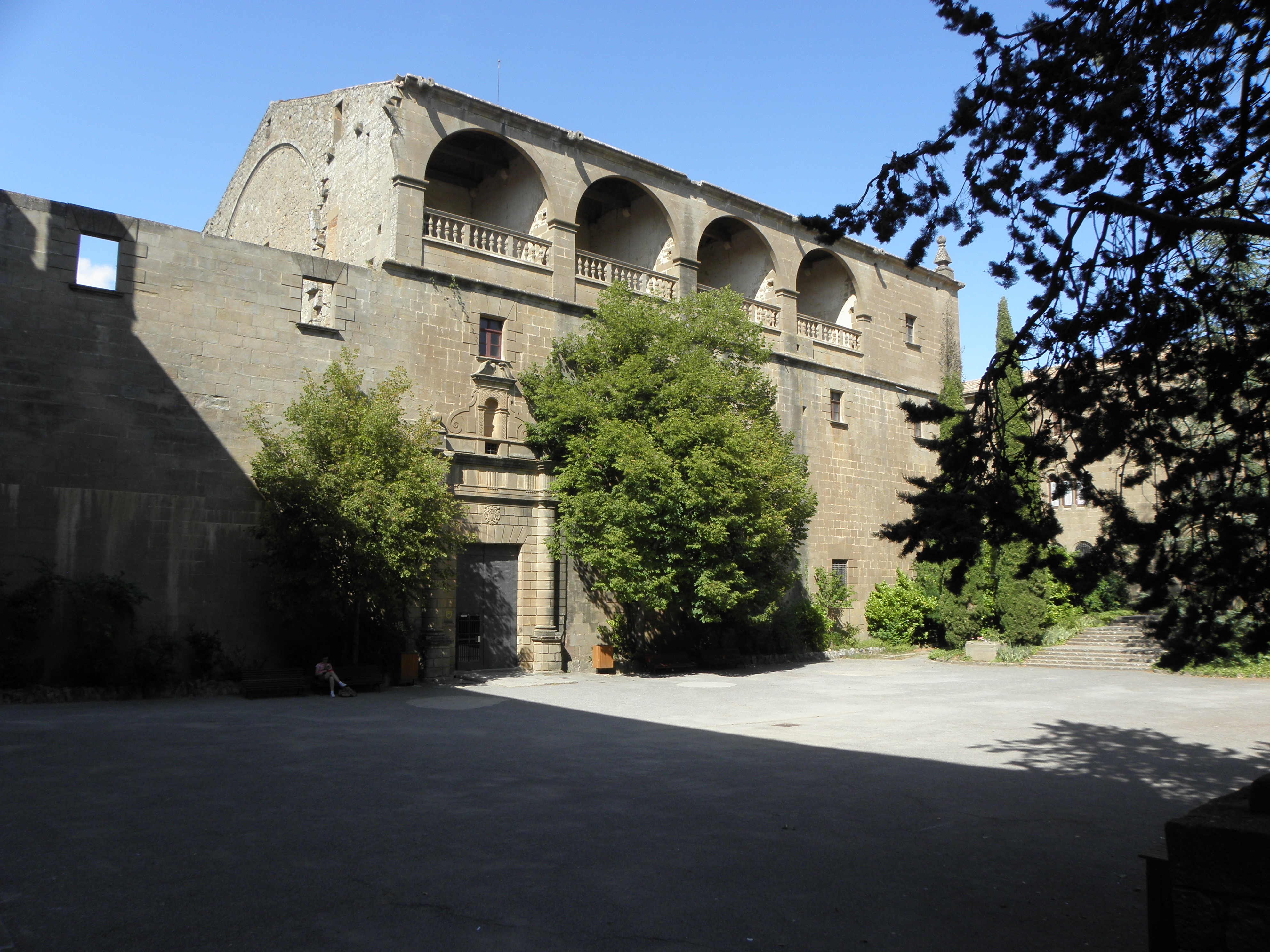
La façana de l'església tancant el costat nord de la plaça.

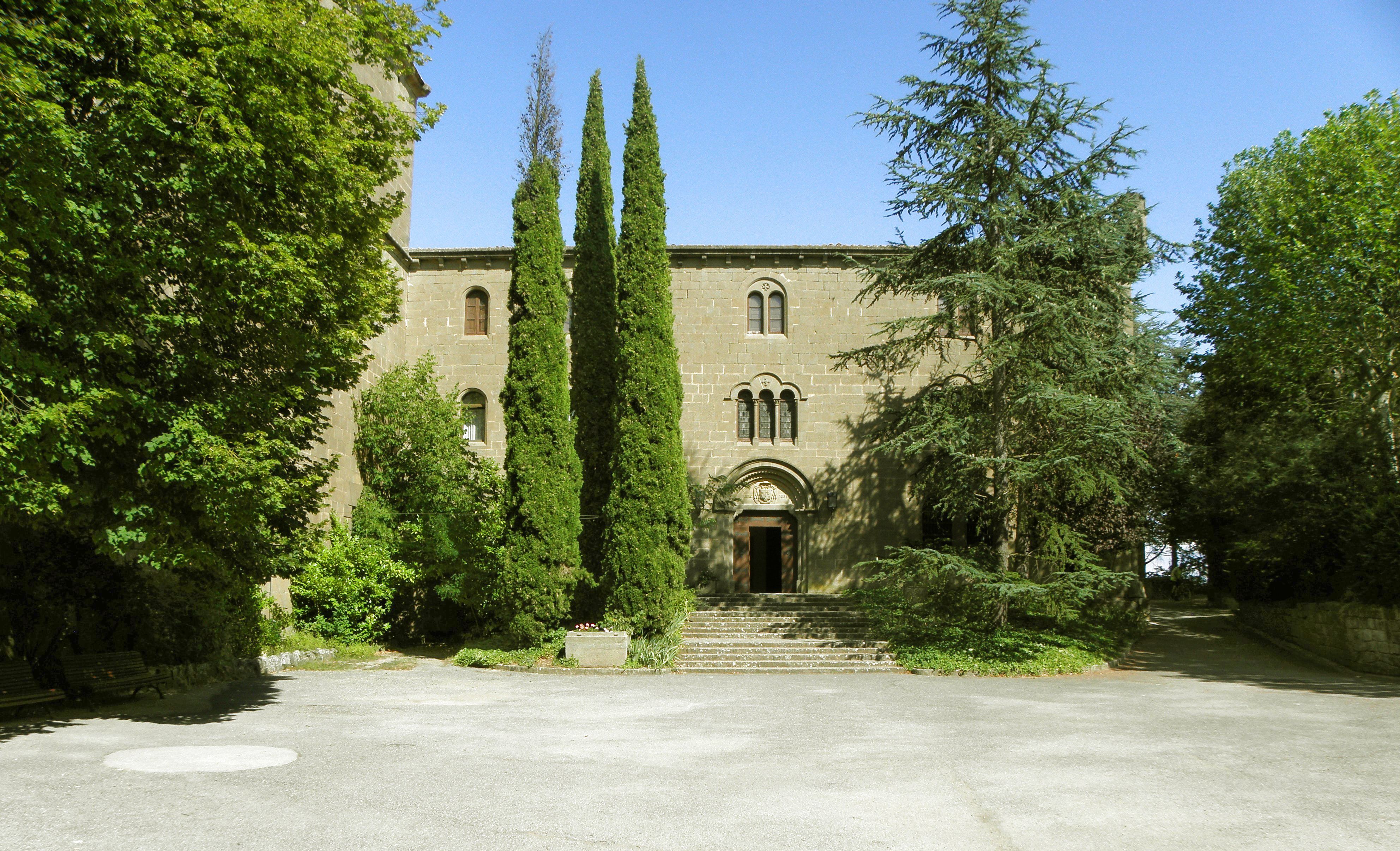
La façana oest del monestir tancant el costat de llevant de la plaça.

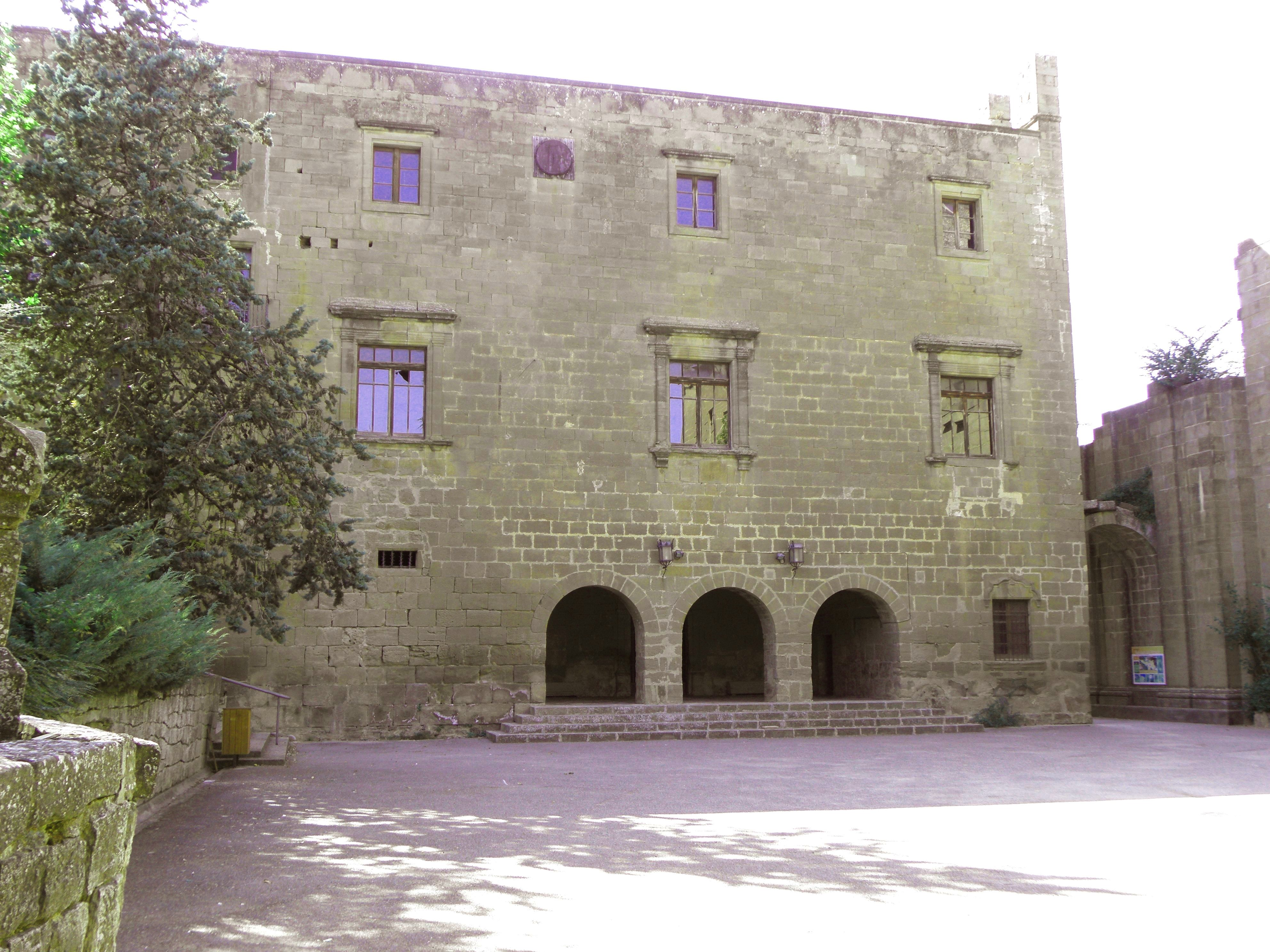
La façana est de la Casa Gran tancant el costat de ponent de la plaça.

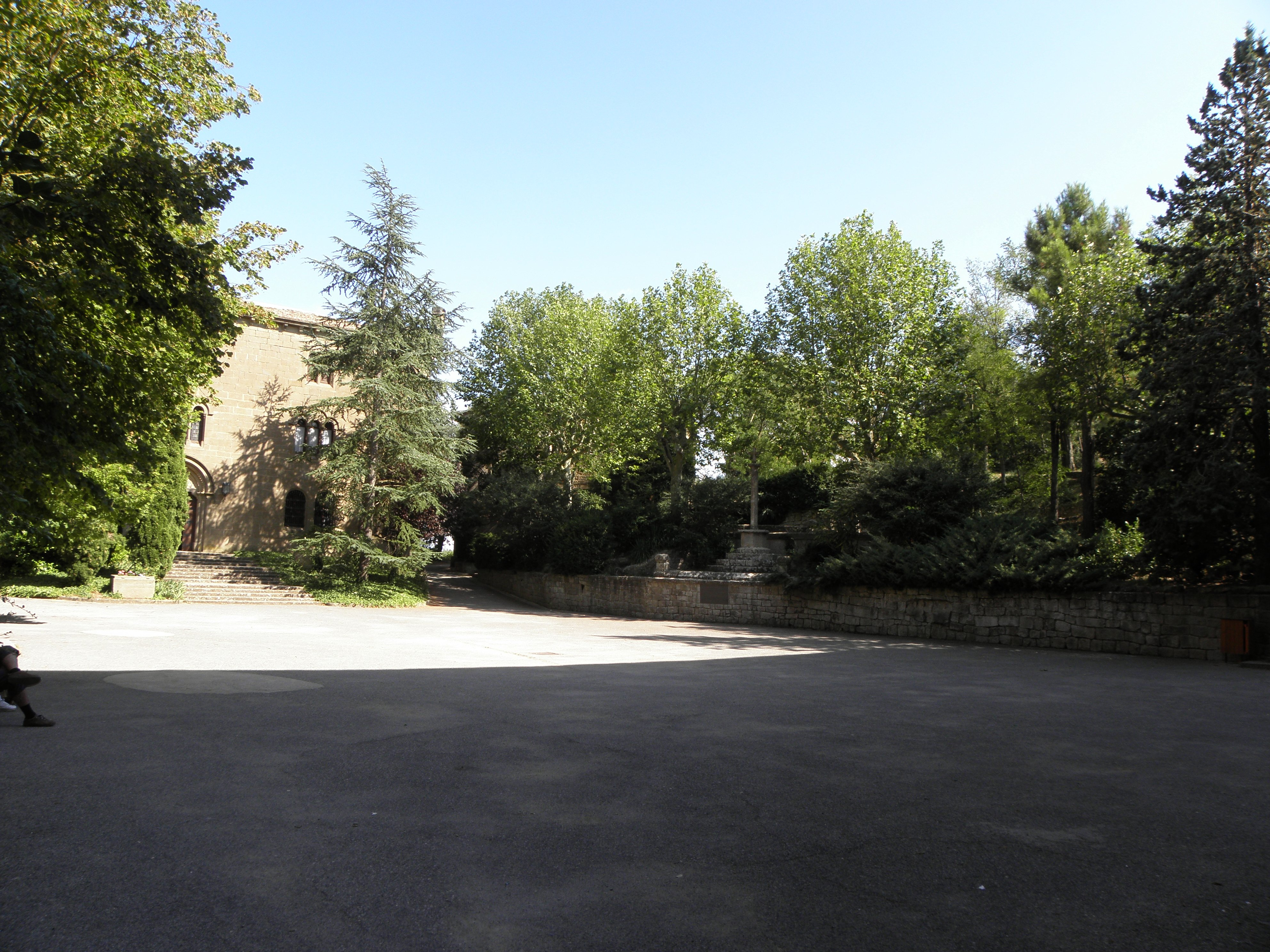
El costat sud de la plaça.

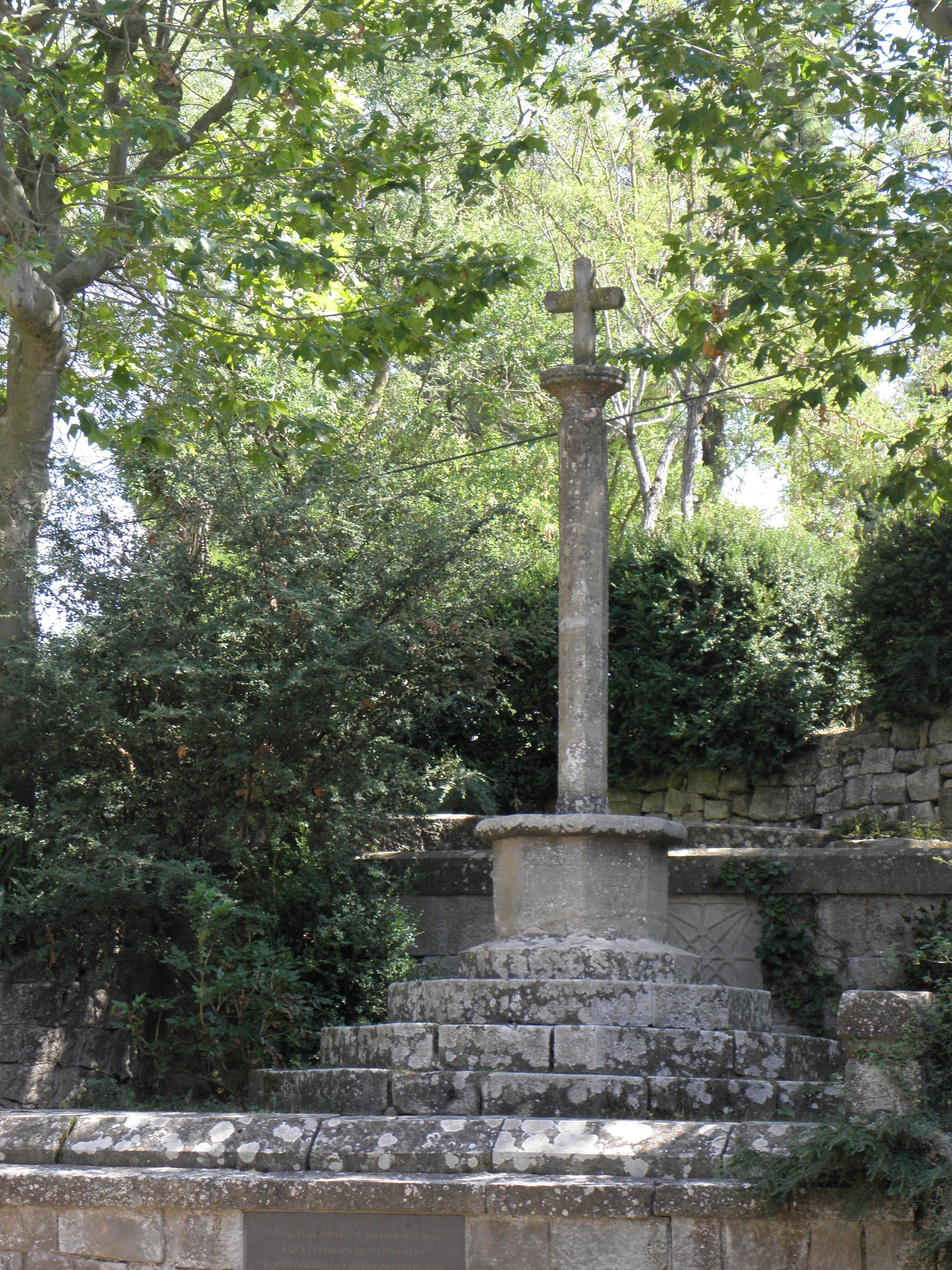
La creu commemorativa.

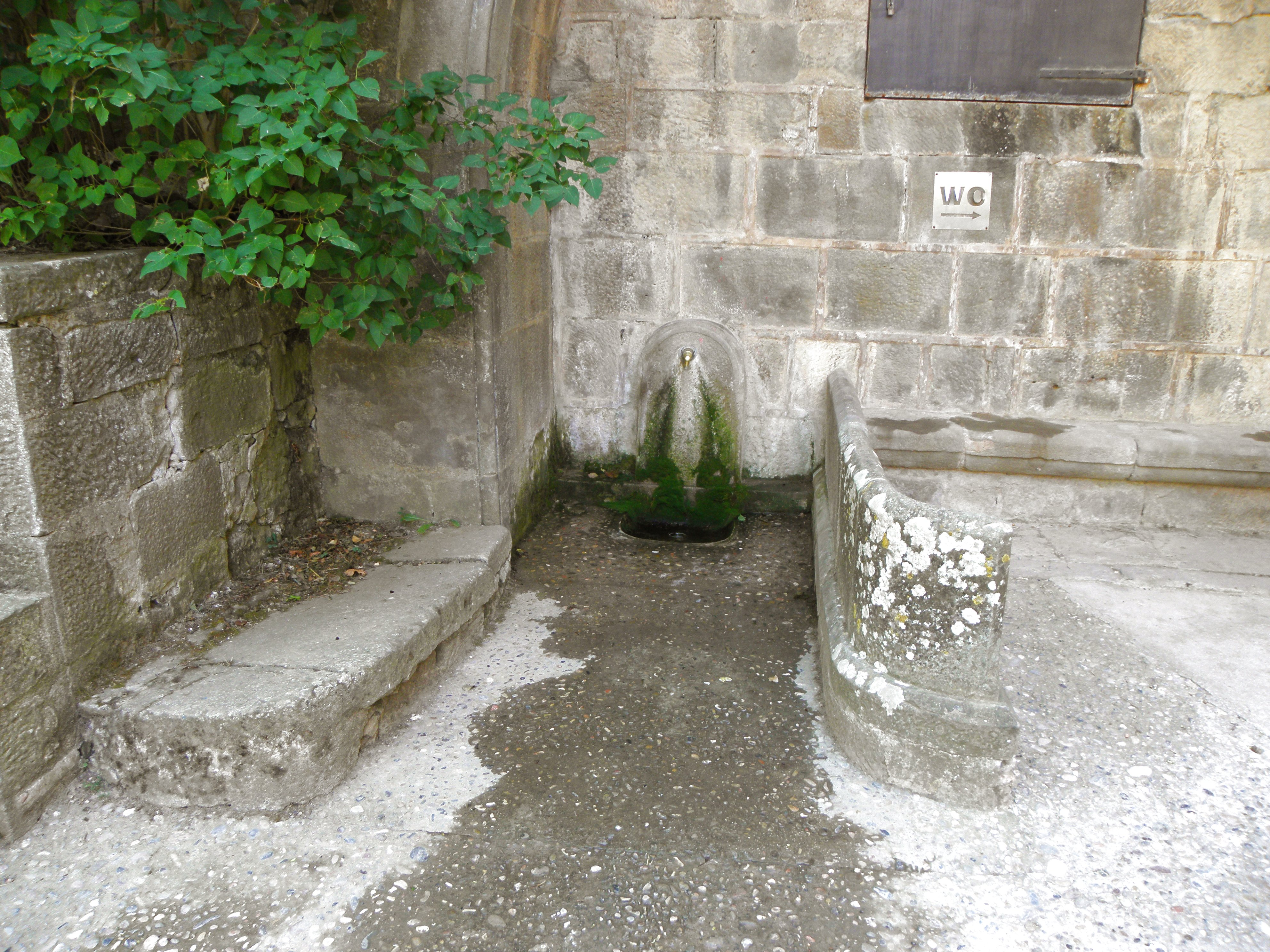
La font de la Mare de Déu.

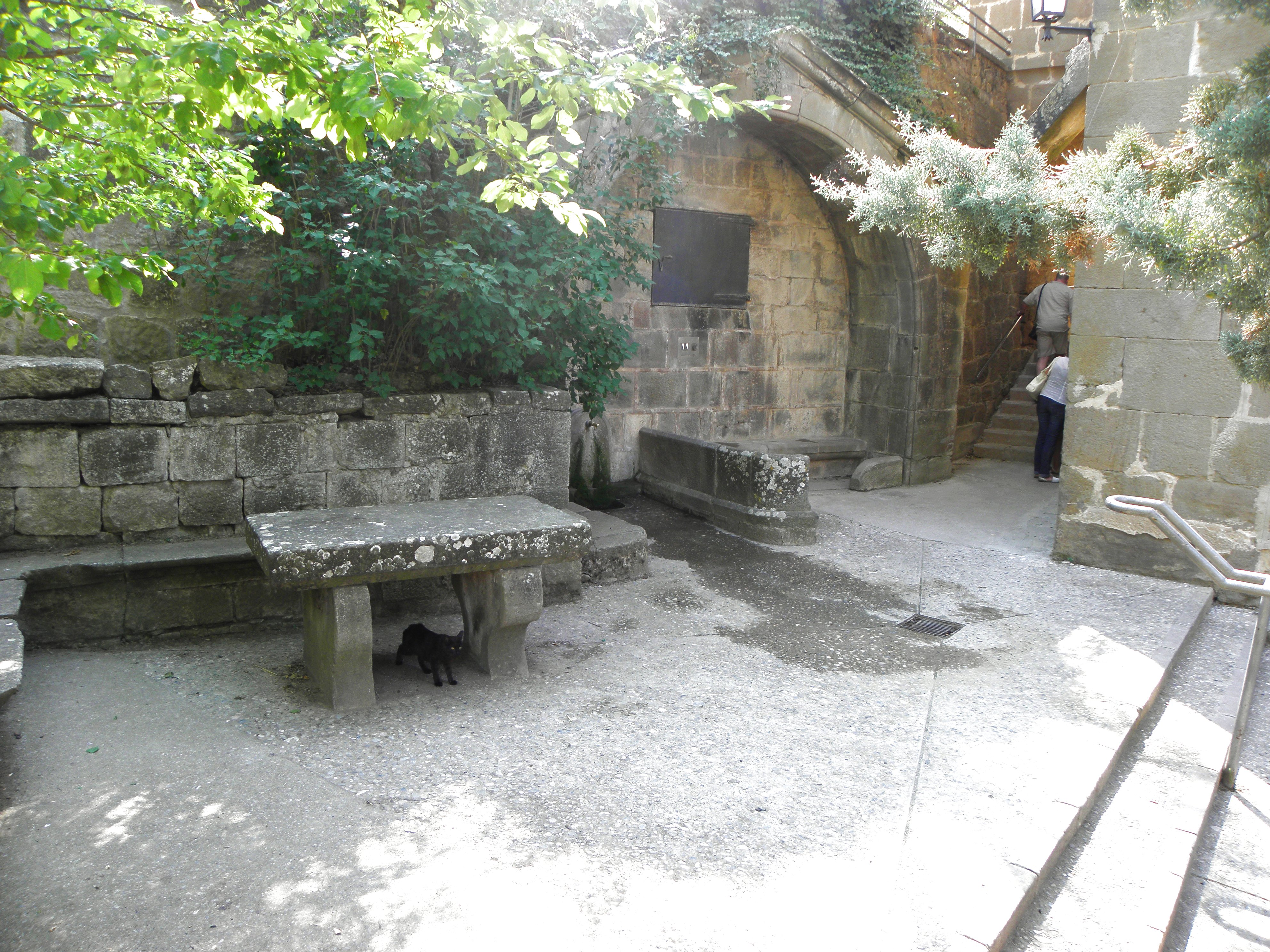
L'entorn de la font de la Mare de Déu.

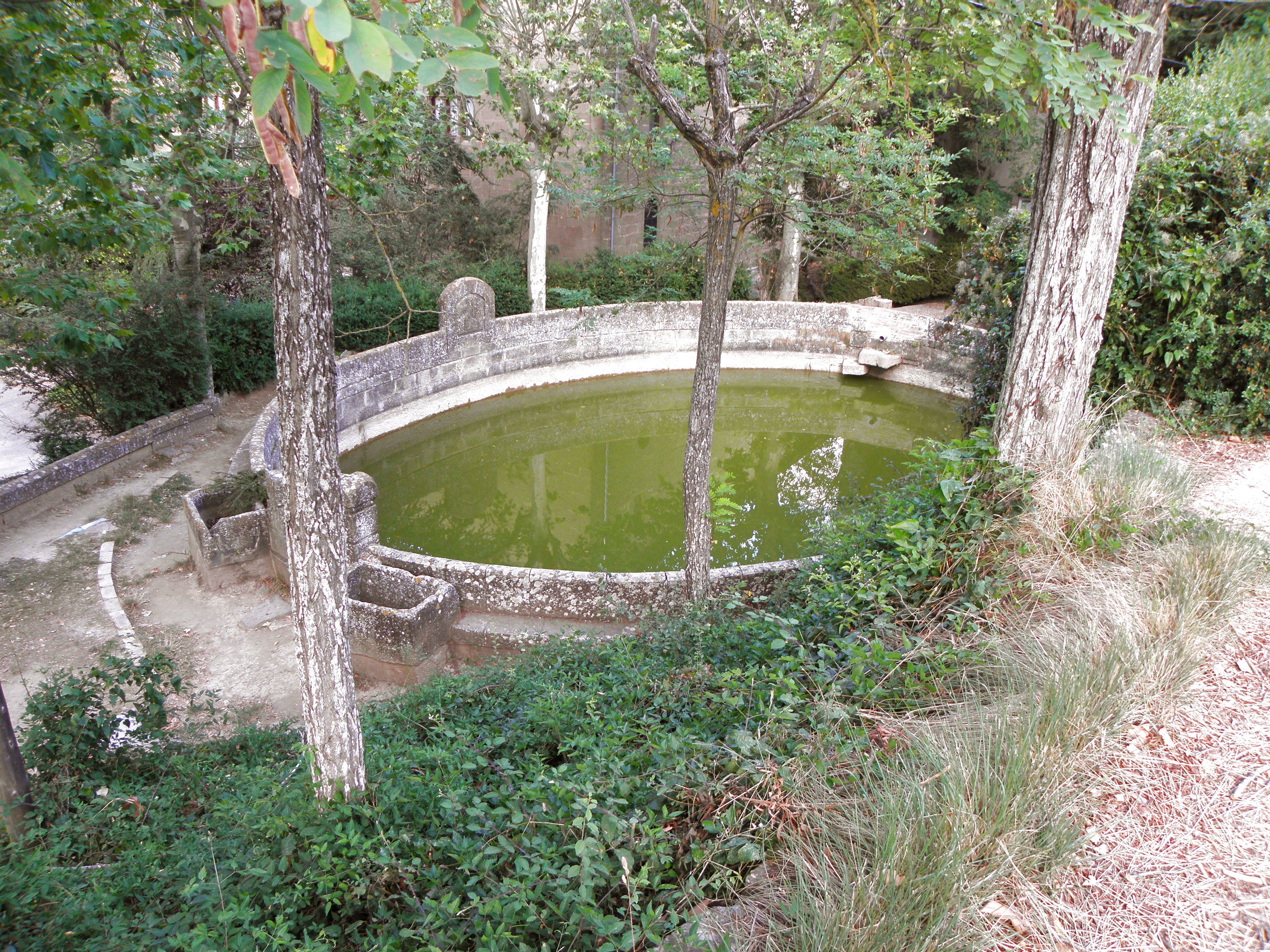
La bassa.

| Nom                       | Boca (cm) | Massa (kg) | Afinació |
| ------------------------- | --------- | ---------- | -------- |
| Santa Maria de Pinós      | 83        | 350        | Do 4     |
| Santa Maria del Patrocini | 99        | 600        | La 3     |
| Santa Maria del Claustre  | 110       | 900        | Sol 3    |
| Santa Maria del Miracle   | 128       | 1400       | Mi 3     |

## El roc de la Mare de Déu
El Roc de la Mare de Déu és una enorme llosa de pedra de forma ovalada que amida 3,40 x 1,56 x 0,34 metres. Es troba a l'extrem sud del turó de Sant Gabriel, a menys de 100 metres a llevant de la capella de Sant Gabriel i a menys de quaranta metres al sud-est del vèrtex geodèsic que s'aixeca al punt culminant del turó (41° 54′ 38.04″ N, 1° 31′ 28.06″ E / 41.9105667°N,1.5244611°E). L'any 1784 aquesta llosa va ser separada del corresponent sepulcre i va ser instal·lada en el seu actual emplaçament i en posició horitzontal sobre dos pilars, la qual cosa li va donar una aparença de dolmen. La part superior de la llosa està polida i coberta de líquens. Els costats i la part inferior estan coberts per inscultures que figuren bandes de xebrons molt desgastades.
Segons Joan Serra i Vilaró, originàriament fou la coberta d'un sepulcre megalític totalment treballada per l'home, la qual cosa la convertiria en un hemidolmen. M. Cura ha proposat la interpretació del Roc com una estela-menhir descontextualitzada i decorada com les dels Reguers de Seró.
En temps passats es va fer servir de pedró per a les benediccions del terme i també de parada en les processons del santuari. El tabernacle amb la santa imatge era col·locat damunt la llosa mentre es cantaven les tres Salves de ritual dedicades a la Verge de Montserrat, de Lord i de Pinós. Al bell mig de la cara inferior de la llosa s'hi observa una concavitat que ha donat lloc a un parell de llegendes populars:
La primera, la que explica que la Mare de Déu se solia posar la llosa com a barret o ombrel·la per protegir-se del sol quan es dedicava a filar (llegenda que l'esmentat Joan Serra i Vilaró considerava com una acomodació de la llegenda de la Sarraïna). Aquesta llegenda és referida al dolmen de Sarcèdol (a la vall de Castellbò, Alt Urgell) i conta que el dolmen era la casa d'una sarraïna que es passava la vida rondant per aquella vall portant-la sempre a sobre (les dues lloses verticals sota cada braç i l'horitzontal damunt del cap). Quan arribava la nit li servien per muntar una cabana per dormir-hi. Quan li va arribar la seva darrera hora, va muntar de bell nou la seva cabana i allà dins va morir, quedant la cabana muntada per sempre més en el seu actual emplaçament.
La segona llegenda afirma que qui aconsegueixi aixecar aquella llosa sostenit-la només amb el cap encofurnat dins d'aquella cavitat, no patirà mai més de mal de cap (cosa que, tenint en compte les dimensions de la pedra, no deixa de ser una obvietat inqüestionable). Mossèn Serra i Vilaró conta que en una ocasió que va visitar el monument prehistòric, va trobar-s'hi un pagès ajupit sota la roca, amb les mans plegades de les quals li penjaven un rosari, i amb la barretina plegada a l'espatlla, possiblement perquè estava a punt de provar d'aixecar la pedra o, si més no, de posar el cap a l'orifici i que quan el va veure arribar (no diu si anava amb la sotana però el més probable és que així fos), l'home es va allunyar.

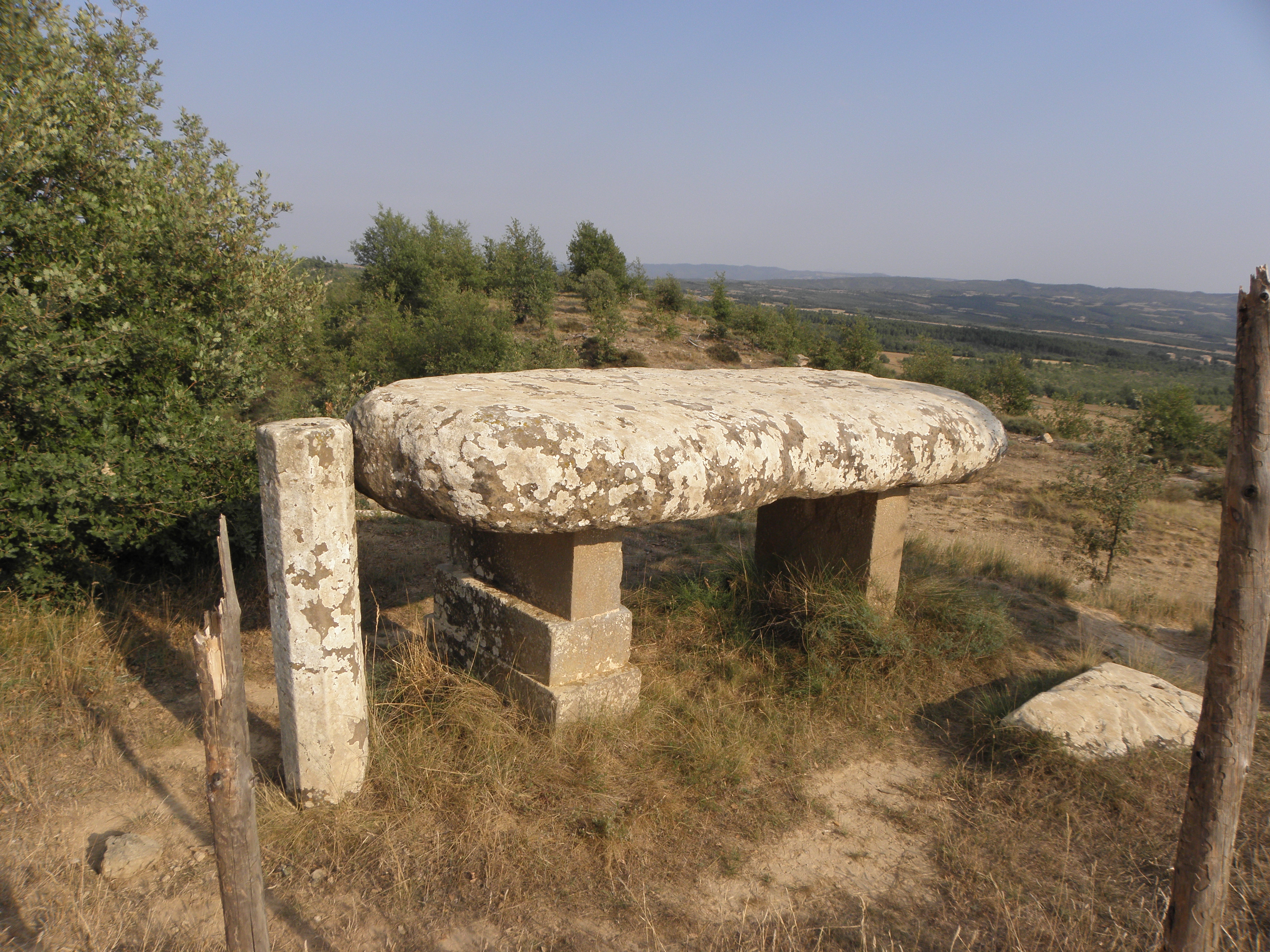
El roc vist des del NO.

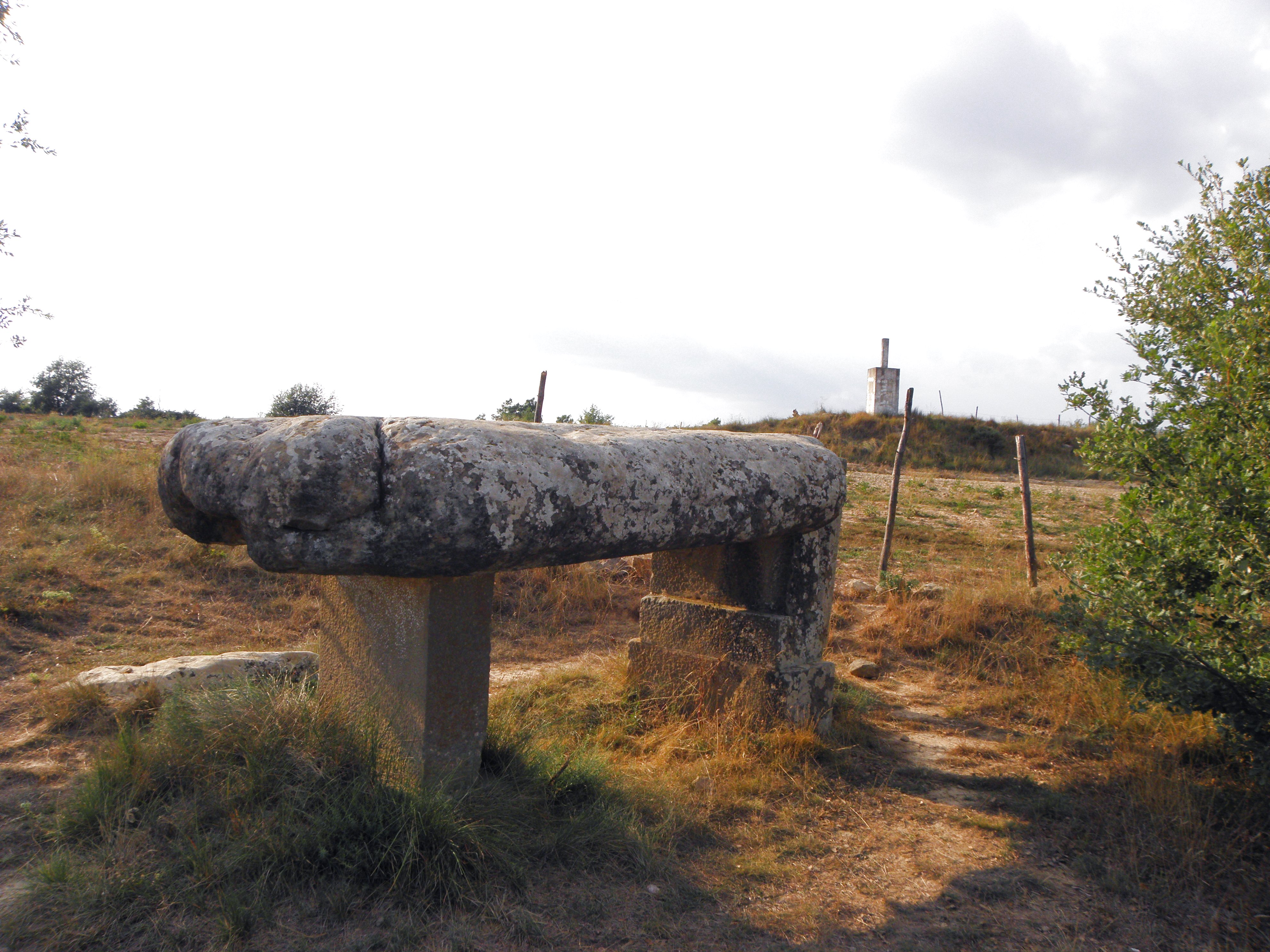
El roc vist des del SE. Al fons, el vèrtex geodèsic.

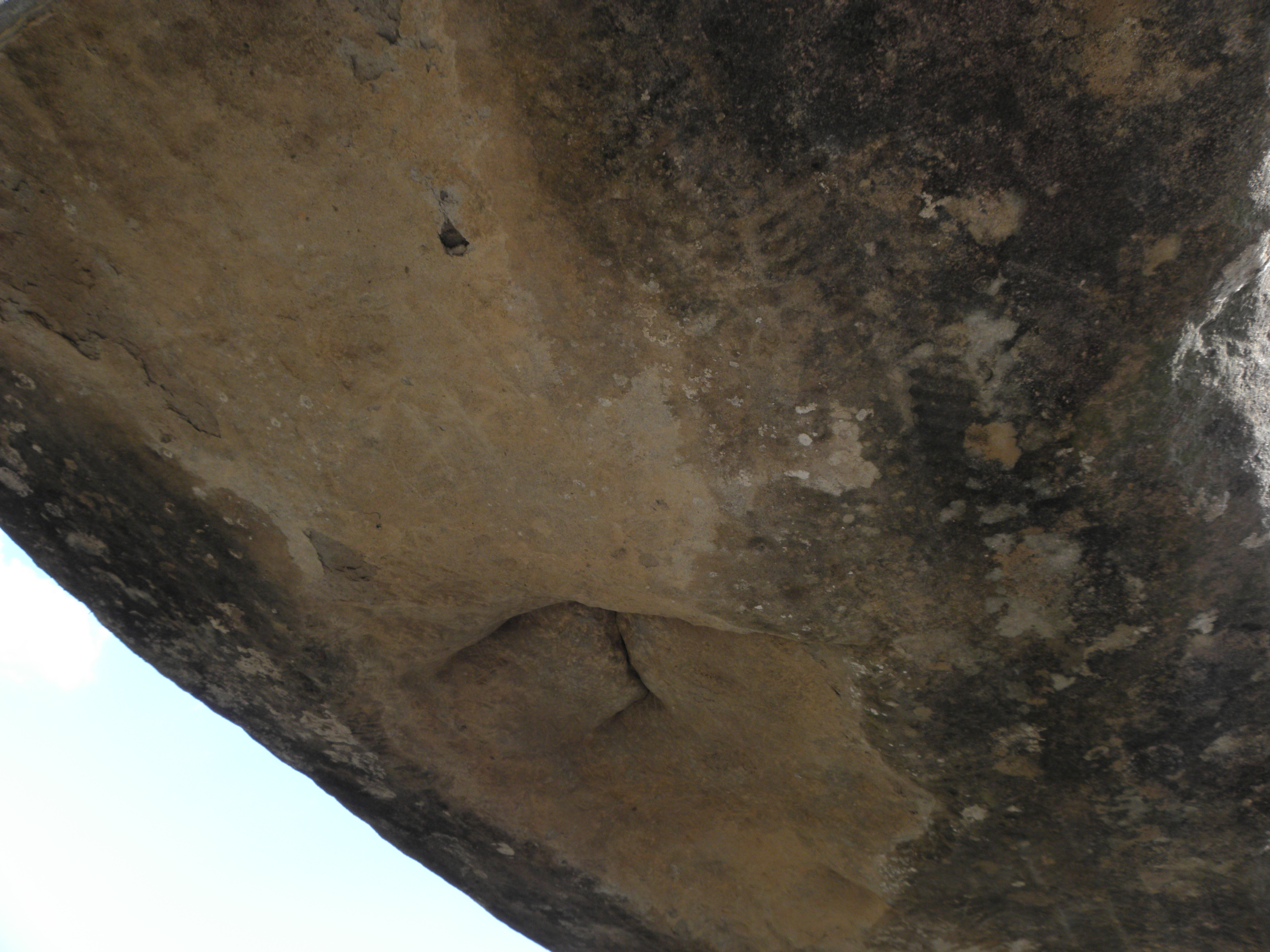
La cavitat de la cara inferior.

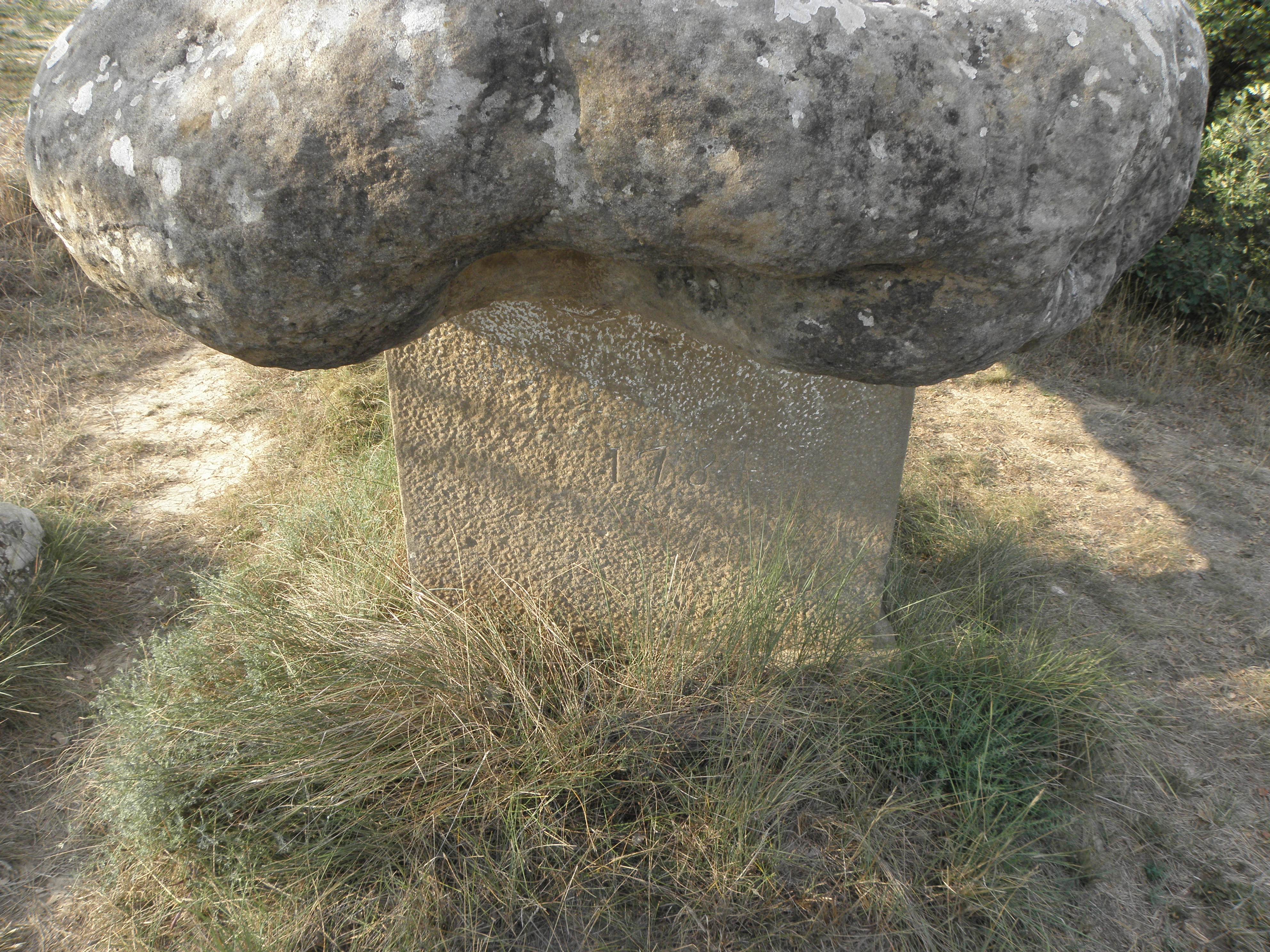
El pilar amb la data.

## Història

### Relació d'efemèrides

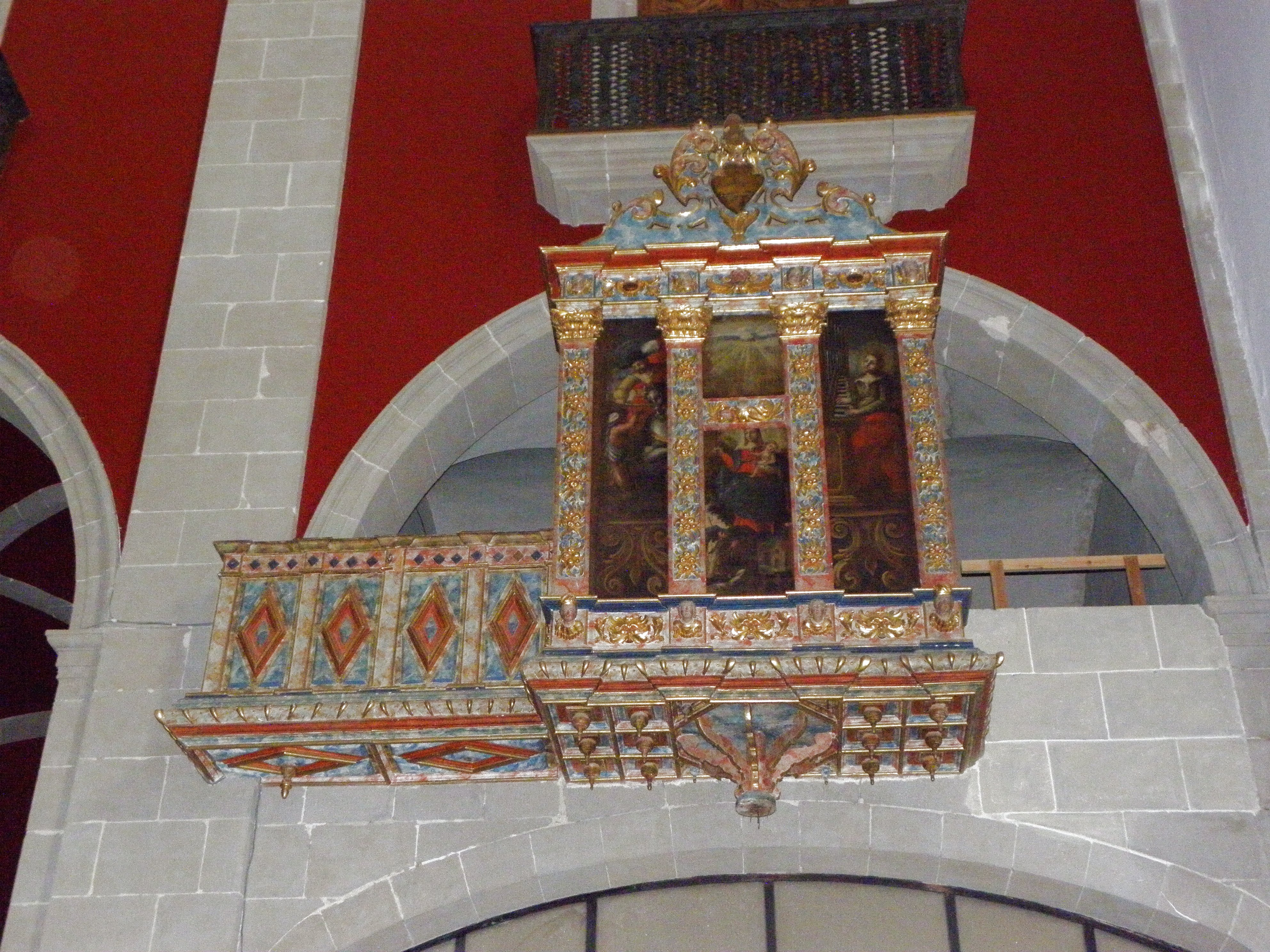
L'orgue restaurat

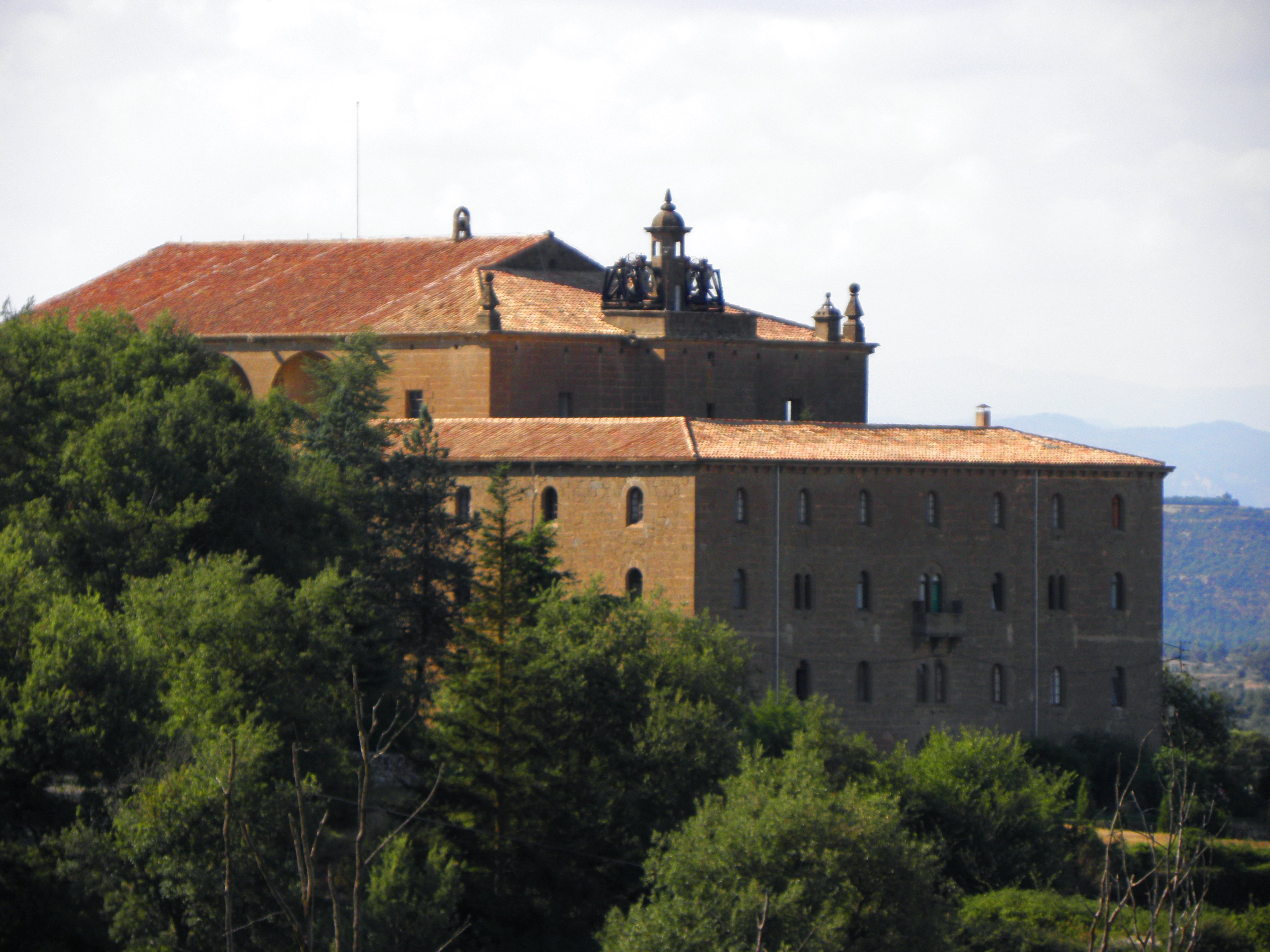
Façana de llevant del monestir amb les noves campanes

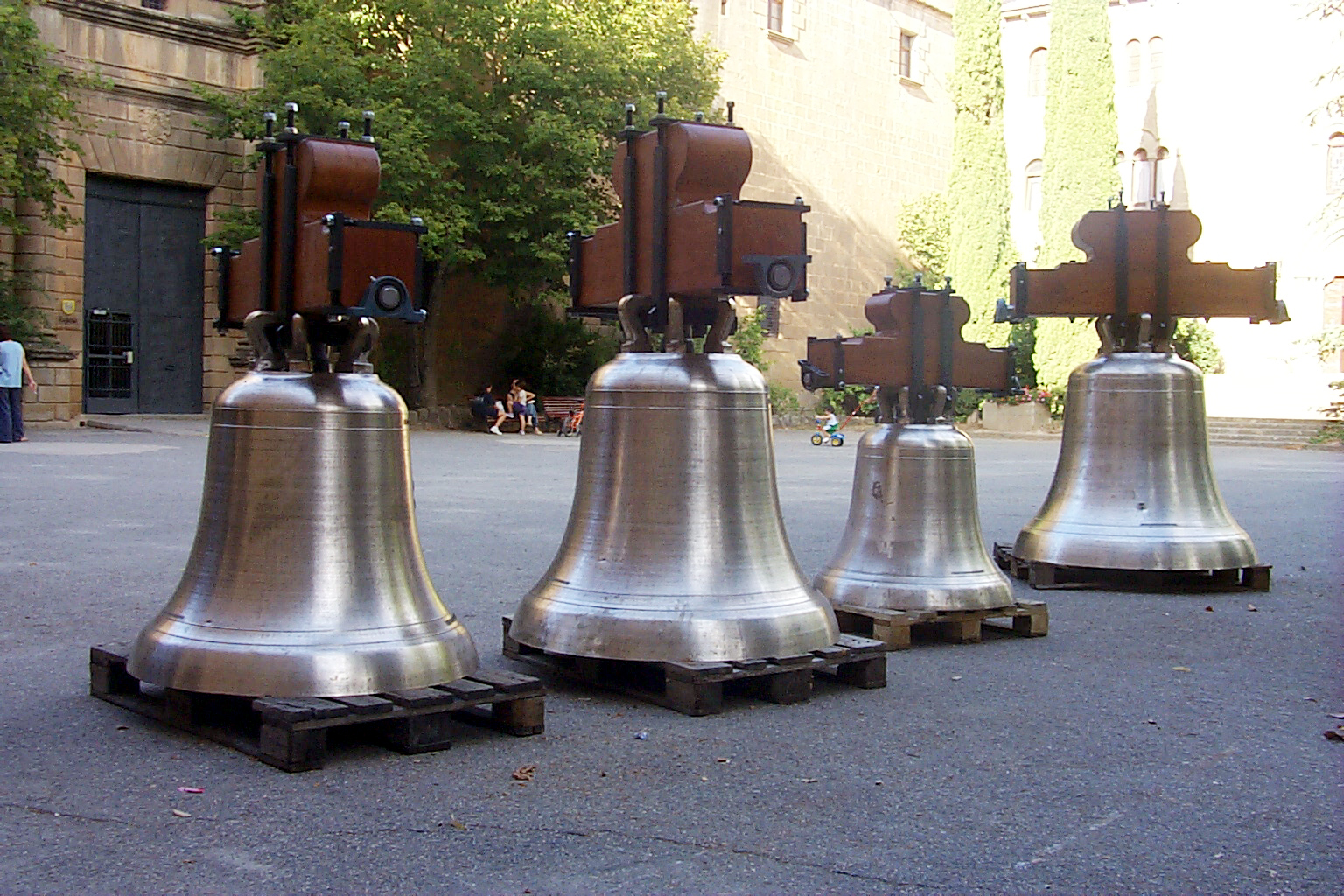
Les campanes abans d'instal·lar-se.
Font: Celsona

- Any 1458 - Aparició de la Mare de Déu, el dia 3 d'agost, als pastorets Jaume i Celdoni, de la Cirosa.
- Any 1459 - S'autoritza la construcció d'una capella sota l'advocació de "Nostra Dona d'El Miracle" que subsisteix fins a finals del segle xvi.
- Any 1553 - Inici de la construcció del retaule gòtic-renaixentista a càrrec de Pere Nunyes
- Any 1553 - S'encarrega la construcció del primer alberg per a pelegrins, que amb els anys esdevindrà la "Casa Gran".
- Any 1546 - Inici de la construcció de la segona església (d'estil gòtic).
- Any 1590 - Consagració d'aquesta segona església que serà derruïda a finals del segle xviii.
- Any 1593 - Contracte de construcció de l'orgue amb l'organer solsoní Antoni Bordoms que serà abandonat després de l'espoli francès de l'any 1810, quedant-ne tan sols la màquina sense els tubs.
- Any 1600 - Construcció de la capella de la Desaparició
- Any 1652 - S'encarrega la construcció de l'església actual a l'arquitecte Josep Morató.
- Any 1747 - L'escultor Carles Morató construeix el retaule barroc
- Any 1774 - Entronització en el nou retaule de la santa imatge.
- Any 1810 - Arribada de les tropes franceses i espoli del santuari. L'església restarà inacabada.
- Període 1841-1872 - El santuari queda desamortitzat i els seus béns són venuts. El Miracle queda abandonat.
- Any 1886 - Recuperació de la propietat d'El Miracle per Antoni Freixes, de Riner, que la lliura a la diòcesi de Solsona a canvi d'una indemnització raonable. El santuari esdevé de nou un centre religiós.
- Any 1889 - Col·locació de la primera pedra del monestir.
- Any 1901 - L'1 de setembre s'instal·len al monestir els primers monjos benedictins procedents del monestir de Montserrat.
- Any 1906 - Restauració del retaule gòtic-renaixentista a càrrec d'Antoni Oliva i Pera i trasllat a la Capella del Santíssim, el seu actual emplaçament.
- Període 1936-1939 - Durant la Guerra Civil, la comunitat de monjos es dispersa. La imatge és portada a Solsona i després a Barcelona.
- Any 1940 - La imatge és retornada al santuari.
- Any 1976 - Jon Etxabe Garitazelaia (sacerdot condemnat a 50 anys de presó al Procés de Burgos i l'últim sacerdot pres per motius polítics del franquisme) és traslladat al monestir des de la presó concordatària de Zamora. Hi romandrà "detingut" fins a ser amnistiat el 7 d'abril de 1977.
- Any 1992 - L'orguener Gerhard Grenzing inicia la restauració de l'orgue.
- Any 2003 - Benedicció de les noves campanes Miracle, Claustre, Patrocini i Pinós.
- Any 2004 - Inauguració de l'orgue restaurat.
- Any 2005 - Renovació de l'edifici de cel·les de Nostra Senyora.
- Any 2009 - Restauració de l'església.
- Any 2015 - S'inicia una nova restauració, que s'acaba el 2016.[8]
- Any 2020 - Es fa una reparació curativa i de neteja general del retaule, que s'acaba pel juny del 2020, amb unes setmanes de retard respecte del previst per causa de les restriccions establertes per la pandèmia de la COVID-19.[9]